# ریبا مک‌اینتایر
ربا نل مک‌اینتایر (به انگلیسی: Reba Nell McEntire) (متولد ۲۸ مارس ۱۹۵۵)، خوانندهٰ آمریکایی در سبک کانتری، اجراکننده و هنرپیشه است. گهگاه از او به عنوان «ملکهٰ کانتری» یاد می‌شود. او به خاطر اجرای روی صحنه و بلدهای متمایل به پاپ خود شناخته‌شده‌است. او تاکنون ۳۱ آلبوم منتشر کرده که فروش آن‌ها در طی حرفهٰ ۳۳ ساله‌اش در جهان بیش از ۵۰ میلیون نسخه بوده‌است که ۴۱ میلیون آن‌ها در ایالات متحده بوده‌است. او در میان پرفروش‌ترین خوانندگان زن در تمام سبک‌ها در رتبه ۷ است و دومین خواننده زن پرفروش سبک کانتری، در همهٔ زمان‌ها، پس از شنایا تواین است.
مک‌اینتایر اخیراً به برترین خوانندهٰ زن با بیش‌ترین ترانه‌های راه‌یافته به ده‌تای برتر (که همکاری او با بروکس اند دان در دختران گاوچران گریه نمی‌کنند به ۵۶مین ترانهٰ راه‌یافتهٰ او به ده‌تای برتر بود) تبدیل شد و درکارنامهٰ او پنج آلبوم با گواهی‌نامهٰ طلا، پنج آلبوم پلاتینی، دو آلبوم دو بار پلاتینی، چهار آلبوم سه‌بار پلاتینی، یک آلبوم چهاربار پلاتینی ویک آلبوم پنج‌بار پلاتینی با فروش ۴۰٫۵ در یک دورهٰ ۲۰ ساله مشاهده می‌شود.
گرچه ریبا سابقاً در فیلم‌های متعددی حضور پیدا کرده که قابل توجه‌ترین آن‌ها، فیلم لرزش در ۱۹۸۹ است اما در سال ۲۰۰۱ فعالیت‌های خود را به عنوان یک هنرپیشه در فیلم و تئاتر و به‌ویژه در تلویزیون، جایی که او در یک کمدی موقعیتی به نام ریبا با پخش از سال ۲۰۰۱ تا ۲۰۰۷ بازی کرد، گسترش داد.

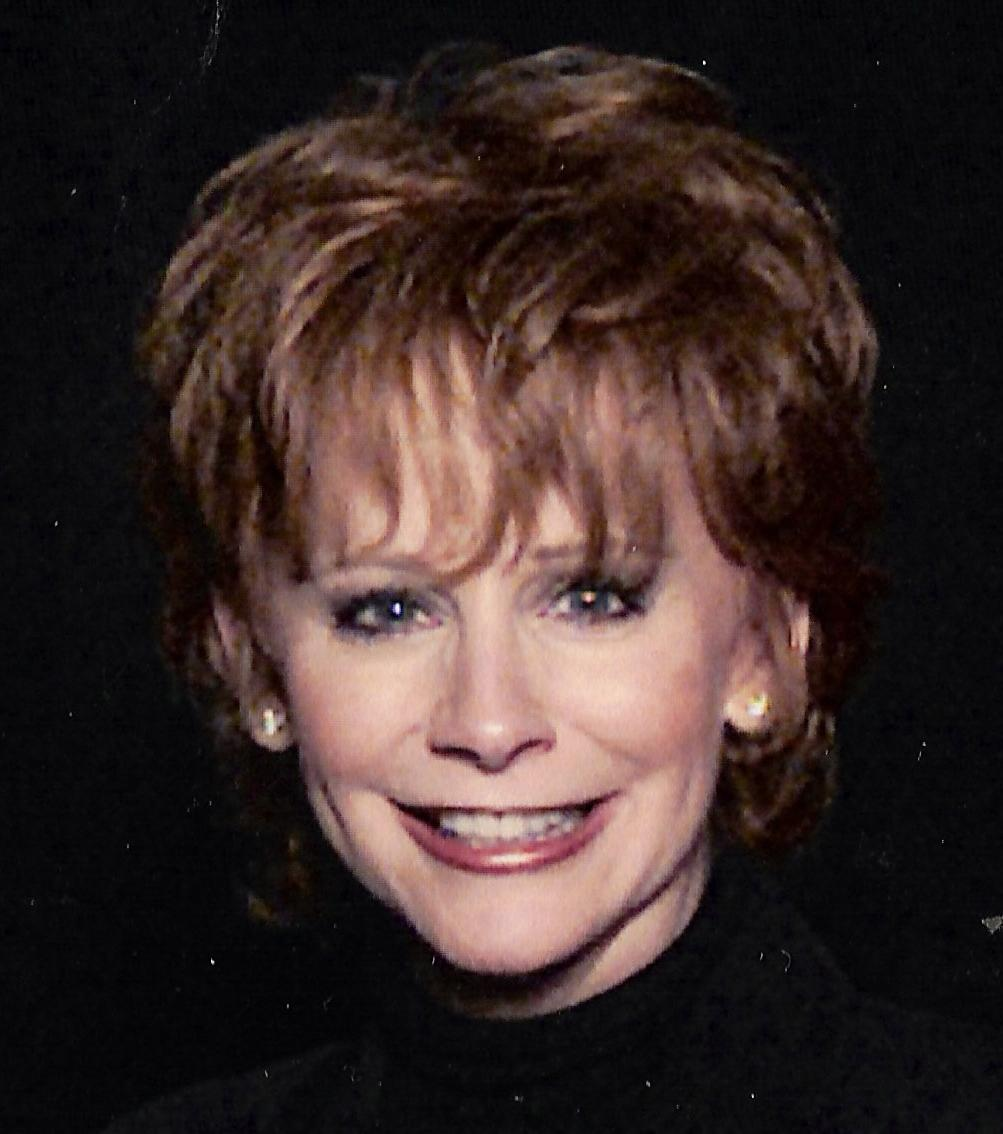